# Cratere Surija
Surija  è un cratere sulla superficie di Venere.